# LegalTech
La LegalTech (en français, technologie juridique ou technologie au service du droit) est un acronyme issu de l’expression anglaise : Legal Technology. Cette notion fait référence – selon la Charte éthique pour un marché du droit en ligne – à « l'usage de la technologie pour développer, proposer ou fournir des produits ou des services relatifs au droit et à la justice, ou permettre l'accès des usagers du droit, professionnels ou non, à de tels produits ou services ».

## Définition
Le terme LegalTech est initialement apparu aux États-Unis et au Royaume-Uni aux alentours de 2008. Toutefois, les premières initiatives se rattachant à cette notion ont émergé vers les années 2000 dans ces mêmes pays. À l’origine, l'acronyme anglais de LegalTech désignait les entreprises mettant à la disposition du justiciable et des professionnels du droit, des outils permettant de les aider dans des tâches de gestion telles que la facturation, le classement de documents ou la comptabilité. Cependant les nouvelles générations d’entreprises de la LegalTech vendent des services directement à destination des justiciables ou des entreprises. Elles proposent de « nouvelles manières de délivrer des services juridiques ».
Ainsi, la notion de LegalTech est souvent associée aux jeunes pousses qui apportent des services numériques à destination des professionnels du droit, des entreprises (et notamment des TPE/PME) ainsi que des particuliers, pour des services juridiques et administratifs tels que « la création d’entreprise, le recrutement de salariés, le recouvrement de factures impayées, la protection des marques, la veille réglementaire, l'assistance juridique en ligne, la mise en relation, etc. ».
La LegalTech peut ainsi être défini comme étant un : « acronyme désignant l’entité – ou l’une de ses solutions – proposant une intermédiation ou un service numérique dédié aux professions judiciaires, juridiques et assimilées ainsi qu’aux justiciables, en recourant [notamment] à l’usage d’une solution scalable. Cet acteur relève soit d’une forme sociale commerciale, soit d’une instance ordinale [ou d’un organisme à but non commercial]. Cette entité favorise la diffusion [du numérique] auprès du monde du droit, […] ». Autrement dit, l'expression LégalTech désigne l'application des technologies numériques aux services juridiques. Dès lors, le champ des possibles est vaste, et permet, notamment grâce à l'intelligence artificielle, une baisse importante des couts de transaction dans le conseil (aux entreprises et aux particuliers) et des gains de productivité. Récemment (nous sommes en 2023 au moment où est écrite cette phrase), de nombreuses entreprises ont été créés, afin de proposer des services, faisant office de potentielle révolution pour les juristes.

## Enjeux
L'informatisation du secteur du droit, les applications juridiques et l'arrivée de l'Intelligence artificielle pourrait accélérer et faciliter divers types de procédures légales, les applications juridique peuvent aussi aider les entreprises et juridictions à se conformer à la législation (dont vis à vis de la protection des données, mais ces mêmes outils peuvent aussi faciliter le contournement de certaines lois ou encore menacer la protection de la vie privée et des données personnelles. L'accessibilité à la justice pourrait éventuellement être améliorée, avec un moindre dépendance aux avocats,. L'utilisation de l'IA dans le domaine de la justice et de l'apprentissage du Droit pose des questions éthiques complexes.
Peter Rott (2024) note ainsi que les entreprises de technologie juridique s'appuient elles-mêmes beaucoup sur des données dont il est difficile de savoir si elles ont été légalement acquises, se mettant alors en danger d'enfreindre elles-mêmes les lois sur la protection des données.
Plusieurs institutions se sont inquiétées de l’opacité algorithmique et des risques de contournement des règles de droit via des outils juridiques automatisés. La CNIL, dans ses lignes directrices, souligne la nécessité d’une gouvernance éthique des systèmes d’IA appliqués au droit.
Le Sénat a également mis en garde, en 2024, contre le risque de dépossession normative induit par le recours à des modèles d’intelligence artificielle générative dans le domaine juridique.
L’OCDE recommande, de son côté, une coopération renforcée entre États pour encadrer la gouvernance algorithmique et préserver les droits fondamentaux dans l’usage de l’IA appliquée au droit,.

## Contexte sur le marché du droit
L’investissement dans la LegalTech est principalement concentré aux États-Unis (avec plus de 254 millions de dollars investis dans ce pays en 2014), mais ce secteur se développe aussi à l'échelle mondiale.

### En France
Le marché du droit a été récemment estimé à 31,1 milliards d’euros en France, et il est en forte croissance. Le rapport Haeri précise que « le nombre d’avocats a presque doublé en 20 ans (passant de 29 368 avocats en 1995 à 58 596 avocats en 2014), [tandis que] les bénéfices générés collectivement par la profession sur la même période ont triplé (1,5 milliard d’euros à 4,4 milliards d’euros) »,. Le secteur du LegalTech s'y développe véritablement en France à partir de 2014.
La DILA (Direction de l'Information Légale et Administrative) a ouvert en Open Data, le 1er juillet 2014, les bases de données légales, réglementaires et conventionnelles (conventions collectives), puis les données de jurisprudence diffusées sur Légifrance, le 1er septembre 2015. L'association Open Law – afin d'accompagner l'ouverture des données et stimuler l'innovation – a également été initié à cette période. Depuis le 29 novembre 2019, ces données sont désormais accessibles via API.
Dans le même temps, une majorité des justiciables n’a pas accès aux prestations des avocats, le marché étant traditionnellement scindé entre le barreau d’affaires qui assiste les grandes entreprises et l’aide juridictionnelle, réservée aux plus démunis,.
Les services des entreprises de la LegalTech s'adressent tant aux professionnels du droit qu'au justiciable.
Au moins quatre startups ont levé en France plusieurs millions d'euros en 2015 et 2016, auprès d'investisseurs, avec un montant total des fonds levés en 2015 a été estimé à plusieurs dizaines de millions d'euros, en intégrant la CivicTech et la RegTech au domaine de la LegalTech[source insuffisante]. Depuis l'été 2018, plusieurs Legaltech ont réalisé des levées de fonds importantes pour le monde juridique français.
On[Qui ?] estime couramment le nombre de sociétés œuvrant en France dans la LegalTech entre 150 et 200 selon le périmètre retenu nombre appelé à augmenter vite du fait que les professionnels du droit (avocats, huissiers) créent eux-mêmes désormais des services qualifiables de LegalTech[source insuffisante].
Fin 2024, un rapport sénatorial invite les métiers du droit et les juridictions à prendre le virage de l'IA générative, recommande un plan d'investissement dans les juridictions publiques (où les matériels et outils sont souvent obsolètes, et suggèrent de mutualiser certains outils d'IA au sein de l'administration. Ils soulignent aussi l'urgence à former massivement les agents publics à l'IA générative.

## Open data
Traditionnellement, selon Next INpact, les décisions des juridictions inférieures sont soumises à un système de redevances (décrites dans le rapport Trojette). Celles-ci sont facturées et revendues entre trois et sept euros aux éditeurs juridiques traditionnels, excluant ainsi de nouveaux acteurs tels que Doctrine. Ce système a évolué avec la loi du 7 octobre 2016 pour une République numérique qui entend mettre à disposition gratuitement des décisions de justice d'ici à 2025,.

## Les formations juridiques
L’école de droit de l’université américaine Stanford a lancé CodeX, un centre spécialisé dans la LegalTech, qui incube des sociétés lancées par des étudiants en droit. En France, pour recenser, développer et certifier les compétences numériques des juristes, en partenariat avec l'AFNOR, l'écosystème a créé une Legal Tech Academy. Plusieurs facultés et écoles de droit commencent à intégrer des modules LegalTech :  
- L'EFB, qui intègre chaque année les 2000 élèves-avocats parisiens dans son Lab[36], espace de formation pionnier destiné à les préparer aux enjeux de la transformation de la filière Droit[37] ;
- L'Université Paris 1 qui propose un DU Droit et informatique[38] ;
- L'Université Paris 2 qui propose un DU LegalTech et transformation numérique du droit[39] ;
- L'Université de Nîmes qui propose le DU Justice prédictive et LegalTech[40] ;
- L'Université de Montpellier qui propose le DU LegalTech & Law Innovation[41].